# Vüqar Əsgərov
Vüqar Əsgərov (Baku, 14 maggio 1985) è un calciatore azero, centrocampista del PPK/Betsafe.

## Carriera

### Club
Cresciuto calcisticamente in Lettonia, debutta nei professionisti con la squadra del Metalurgs Liepāja. Ha giocato anche nel campionato azero, passando per Sumqayıt, Araz e Zirə.

### Nazionale
Debutta nel 2012 con la Nazionale azera.